# 孔夫朗昂雅尼西
孔夫朗昂雅尼西（法語：Conflans-en-Jarnisy，法語發音：[kɔ̃flɑ̃ ɑ̃ ʒaʁnizi]）是法国默尔特-摩泽尔省的一个市镇，位于该省中北部，属于布里埃区。

## 地理
孔夫朗昂雅尼西（49°10'3"N, 5°51'24"E）面积8.71 平方千米，位于法国大東部大區默尔特-摩泽尔省，该省份为法国东北部内陆省份，是洛林的一部分，北邻比利时、卢森堡，北起顺时针与摩泽尔省、下莱茵省、孚日省和默兹省接壤。
与孔夫朗昂雅尼西接壤的市镇（或旧市镇、城区）包括：阿贝维尔莱孔夫朗、邦库尔、弗里欧维尔、雅尼、拉布里。

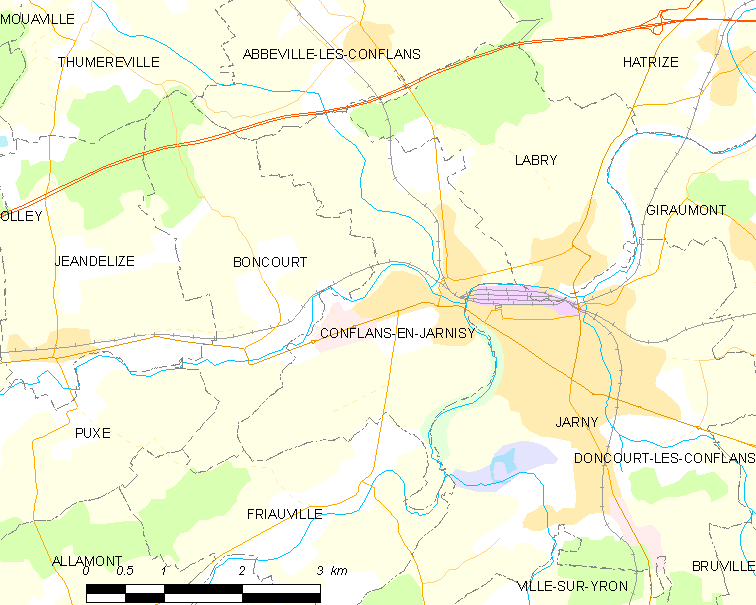
孔夫朗昂雅尼西的OSM定位图

孔夫朗昂雅尼西的时区为UTC+01:00、UTC+02:00（夏令时）。

## 行政
孔夫朗昂雅尼西的邮政编码为54800，INSEE市镇编码为54136。

## 政治
孔夫朗昂雅尼西所属的省级选区为雅尼县。

## 人口

1962-2008年间孔夫朗昂雅尼西人口变化图示

孔夫朗昂雅尼西于2022年1月1日时的人口数量为2378人。